# The Temptations Do The Temptations
The Temptations Do the Temptations es un álbum de 1976 de The Temptations, del sello discográfico Motown. El contrato entre The Temptations y Motown concluyó luego del lanzamiento del álbum.
El grupo disfruto el gran control creativo de su carrera, produciendo y escribiendo gran parte de sus canciones. El álbum no recibió ningún tipo de promoción por parte de Motown, a quienes no le gustaba la libertad creativa de la banda sobre el álbum. 
Luego de cuatro años sin éxitos con Atlantic Records, la banda terminaría volviendo con Motown por veinticuatro años más.

## Lista de canciones
Lado uno
1. "Why Can't You and Me Get Together" (cantantes principales: Glenn Leonard, Richard Street, Melvin Franklin) - 4:54
2. "Who Are You (and What Are You Doing With The Rest Of Your Life)" (cantante principal: Dennis Edwards) - 4:34
3. "I'm On Fire (Body Song)" (cantante principal: Glenn Leonard) - 4:24
4. "Put Your Trust In Me, Baby" (cantantes principales: Glenn Leonard, Melvin Franklin) - 3:58

Lado dos
1. "There Is No Stopping (Til We Set The Whole World Rockin')" Producer/Writer/Arranger Michael Lovesmith (cantantes principales: Dennis Edwards, Richard Street, Melvin Franklin) - 5:02
2. "Let Me Count The Ways (I Love You)" (cantantes principales: Melvin Franklin, Glenn Leonard, Richard Street) - 3:57
3. "Is There Anybody Else" (cantante principal: Glenn Leonard) - 4:55
4. "I'll Take You In" Producer/Writer/Arranger Michael Lovesmith (cantante principal: Dennis Edwards) - 5:01

## Personal
- Dennis Edwards - voz
- Glenn Leonard - voz
- Richard Street - voz
- Melvin Franklin - voz
- Otis Williams - voz